# Pavonia chlorantha
Pavonia chlorantha är en malvaväxtart som först beskrevs av Carl Sigismund Kunth, och fick sitt nu gällande namn av P.A. Fryxell. Pavonia chlorantha ingår i släktet påfågelsmalvor, och familjen malvaväxter. Inga underarter finns listade i Catalogue of Life.